# Chacalluta Arica Airport
Chacalluta Arica Airport är en flygplats i Chile.   Den ligger i provinsen Provincia de Arica och regionen Región de Arica y Parinacota, i den norra delen av landet, 1 700 km norr om huvudstaden Santiago de Chile. Chacalluta Arica Airport ligger 50 meter över havet.
Terrängen runt Chacalluta Arica Airport är platt åt sydväst, men åt nordost är den kuperad. Havet är nära Chacalluta Arica Airport åt sydväst. Runt Chacalluta Arica Airport är det ganska glesbefolkat, med 47 invånare per kvadratkilometer.. Närmaste större samhälle är Arica, 14,6 km söder om Chacalluta Arica Airport.
Trakten runt Chacalluta Arica Airport är ofruktbar med lite eller ingen växtlighet.